# Complex de Gola-Tiwai
El Complex de Gola-Tiwai és el nom que es dóna a la fusió de dues reserves naturals de Sierra Leone, el Parc Nacional de la Selva Tropical de Gola i el Santuari de Vida Silvestre de l'Illa de Tiwai, un conjunt patrimoni nacional per la Unesco des del juliol del 2025.

## Descripció
El Parc Nacional de la Selva Tropical de Gola va ser proclamat pel president Ernest Bai Koroma i establert pel Parlament de Sierra Leone el desembre de 2010. El parc fusiona la Reserva Forestal Nord de Gola, la Reserva Forestal Est de Gola i la Reserva Forestal Oest de Gola, convertint-lo en el segon parc nacional de Sierra Leone. Va ser inaugurat oficialment el desembre de 2011 durant una cerimònia celebrada per Koroma.
El Santuari de Vida Silvestre de l'Illa de Tiwai és una reserva natural i atracció turística a Sierra Leone. És un espai gestionat per l'organització no governamental Environmental Foundation for Africa. L'illa fluvial, de 12 quilòmetres quadrats, es troba al riu Moa, a la província del Sud . També és una de les illes interiors més grans del país.

## Patrimoni mundial
En un reconeixement conjunt del Parc Nacional de la Selva Tropical de Gola i el Santuari de Vida Silvestre de l'Illa de Tiwai, aquestes dues àrees naturals van ser reconegudes com a Patrimoni Mundial Natural de la UNESCO el juliol de 2025 a la 47a sessió del Comitè del Patrimoni Mundial a París i afegides a la Llista del Patrimoni Mundial amb el títol de "Complex Gola-Tiwai". Els llocs patrimonials complexos formen part del Paisatge de la Gran Gola i es troben a la Selva de l'Alta Guinea, un punt calent de biodiversitat. La zona acull més de 1.000 espècies de plantes (113 endèmiques), 55 espècies de mamífers (19 amenaçades globalment) i espècies clau com l'elefant de bosc africà i l'hipopòtam pigmeu. També acull fins a 448 espècies d'aus, inclosa la picatarta collblanc, en perill d'extinció. El lloc és ric en peixos d'aigua dolça, papallones i libèl·lules i proporciona hàbitats vitals i serveis ecosistèmics, reflectint un alt valor de conservació i integritat ecològica.